# 高斯轨道
本条目中，向量與标量分別用粗體與斜體顯示。例如，位置向量通常用 {\displaystyle \mathbf {r} \,\!} 表示；而其大小則用 {\displaystyle r\,\!} 來表示。
高斯轨道（又称高斯型轨道，简写为GTO），在计算化学和理论化学中是表示原子轨道的函数，在原子轨道线性组合法中用于求算分子轨道及其性质。

## 定义
1950年，弗兰克西·博伊斯在电子结构理论中首次用高斯轨道取代更多的斯莱特型轨道。在计算化学中使用高斯轨道基组的依据是高斯乘积定理（Gaussian Product Theorem）：对于两个中心分别位于空间中两个分隔的点上的高斯函数，它们的积可以表示为中心位于这两个点的连线上某处的有限个高斯函数的加和。运用此方法，四中心积分可以减少为双中心积分的有限和，下一步中减少为单中心积分的有限和。通过大幅减少基函数，高斯轨道的计算速度比斯莱特型轨道快4-5个数量级。
简便起见，求球面高斯轨道时，许多量子化学程序在笛卡尔型高斯函数的基础上工作，因为其容易计算，且球面函数可以用其简单表达。

## 数学形式
高斯基函数遵循通常的径向角分解：
{\displaystyle \ \Phi (\mathbf {r} )=R_{l}(r)Y_{lm}(\theta ,\phi )},
其中{\displaystyle Y_{lm}(\theta ,\phi )}表示球谐函数，{\displaystyle l}和{\displaystyle m}表示角动量及其{\displaystyle z}轴上的分量，{\displaystyle r,\theta ,\phi }为球坐标。
斯莱特型轨道的径向部分为：
{\displaystyle \ R_{l}(r)=A(l,\alpha )r^{l}e^{-\alpha r},}
其中{\displaystyle A(l,\alpha )}为归一化常数。高斯轨道的径向部分为：
{\displaystyle \ R_{l}(r)=B(l,\alpha )r^{l}e^{-\alpha r^{2}},}
其中{\displaystyle B(l,\alpha )}为高斯轨道的归一化常数。
决定{\displaystyle A(l,\alpha )}或{\displaystyle B(l,\alpha )}的规范化条件为：
{\displaystyle \int _{0}^{\infty }\mathrm {d} r\,r^{2}\left|R_{l}(r)\right|^{2}=1}
通常不会在{\displaystyle l}中施加正交性。
单个原始高斯函数对核附近电子的波函数给出的描述很差，因此高斯轨道基组几乎总是收缩：
{\displaystyle \ R_{l}(r)=r^{l}\sum _{p=1,P}c_{p}B(l,\alpha _{p})\exp(-\alpha _{p}r^{2})},
其中{\displaystyle c_{p}}是带指数{\displaystyle \alpha _{p}}的原函数的收缩系数。归一化原函数的系数需要给定，因为非标准化原函数的系数有不同的数量级。指数以原子单位制报告。

## 分子积分
1966年，竹田等人提出了在高斯基组上获得矩阵元素所需的数学方程。此后，做了大量工作来加快这些积分的计算，这些积分是许多量子化学计算中最慢的部分。1968年，济夫科维奇和梅克赛奇提议使用埃尔米特-程灿高斯函数来简化方程。1975年，麦克默里和戴维森采用了递归关系，大大减少了运算量。1978年，波普尔和赫雷使用了局部坐标法。1985年，奥巴拉和西卡采用了有效的递归关系，并发展了其它重要的递推关系。1991年，吉尔和波普尔引入了一个“PRISM”算法，可以有效地使用20个不同的计算路径。

## POLYATOM系统
POLYATOM系统是第一个使用高斯轨道进行从头计算的软件，其应用于各种各样的分子，是在麻省理工学院约翰·斯莱特的固态和分子理论组（SSMTG）中使用联合计算实验室的资源开发。其中，数学基础设施和操作软件由尔·克赛兹马迪亚、马尔科姆·哈里森、儒勒·莫斯科维茨及布莱恩·苏特克里夫等人开发。